# Новая Рудня (Гомельская область)
Новая Рудня (бел. Новая Рудня) — деревня в Добрынском сельсовете Ельского района Гомельской области Беларуси.

## География

### Расположение
В 16 км на юг от Ельска, в 3 км от железнодорожной станции Словечно (на линии Калинковичи — Овруч), в 193 км от Гомеля, в 0,5 км от государственной границы с Украиной.

## Гидрография
Река Словечна (приток реки Припять).

## Транспортная сеть
Автодорога связывает деревню с Ельском. Планировка состоит из 2 разделённых рекой частей: южной (Г-образная улица, большая часть которой имеет широтную ориентацию) и северной (к криволинейной улице, ориентированной с юго-востока на северо-запад, присоединяется с севера дугообразная улица почти меридиональной ориентации). Застройка двусторонняя, преимущественно деревянная, усадебного типа.

## История
Согласно письменным источникам известна с конца XVIII века, когда здесь работал рудник по выплавке железо. В 1816 году шляхетская собственность. В 1834 году в Мозырском уезде Минской губернии, в составе поместья Михалки. Дворянин Лянкевич в 1846 году в деревнях Новая Рудня и Санюки владел 2400 десятинами земли и 2 трактирами. В 1879 году упоминается как селение в Ельском церковном приходе. Согласно переписи 1897 года располагались: хлебозапасный магазин, школа грамоты, водяная мельница, сукновальня. В 1908 году в Королинской волости. В 1914 году в наёмном крестьянском доме открыта школа.
В 1931 году создан колхоз «Красный путиловец», работали водяная мельница (с 1921 года) и кузница. 68 жителей погибли на фронтах Великой Отечественной войны. В 1967 году в 1 км на юго-восток от деревни, около автодороги, на границе с Украиной, в честь дружбы белорусского и украинского народов насыпан курган с памятным знаком на вершине. В 1959 году в составе колхоза имени XX съезда КПСС (центр — деревня Роза Люксембург). Работали клуб, библиотека, фельдшерско-акушерский пункт, магазин. После аварии на Чернобыльской АЭС количество жителей драматически уменьшилось, так как большинство жителей переселились в Ельск и другие близлежащие селения.

## Население

### Численность
- 2004 год — 80 хозяйств, 129 жителей.

### Динамика
- 1816 год — 5 дворов.
- 1834 год — 13 дворов, 95 жителей.
- 1897 год — 59 дворов, 335 жителей (согласно переписи).
- 1908 год — 63 двора, 403 жителя.
- 1921 год — 173 двора.
- 1959 год — 639 жителей (согласно переписи).
- 2004 год — 80 хозяйств, 129 жителей.